# تمشکین

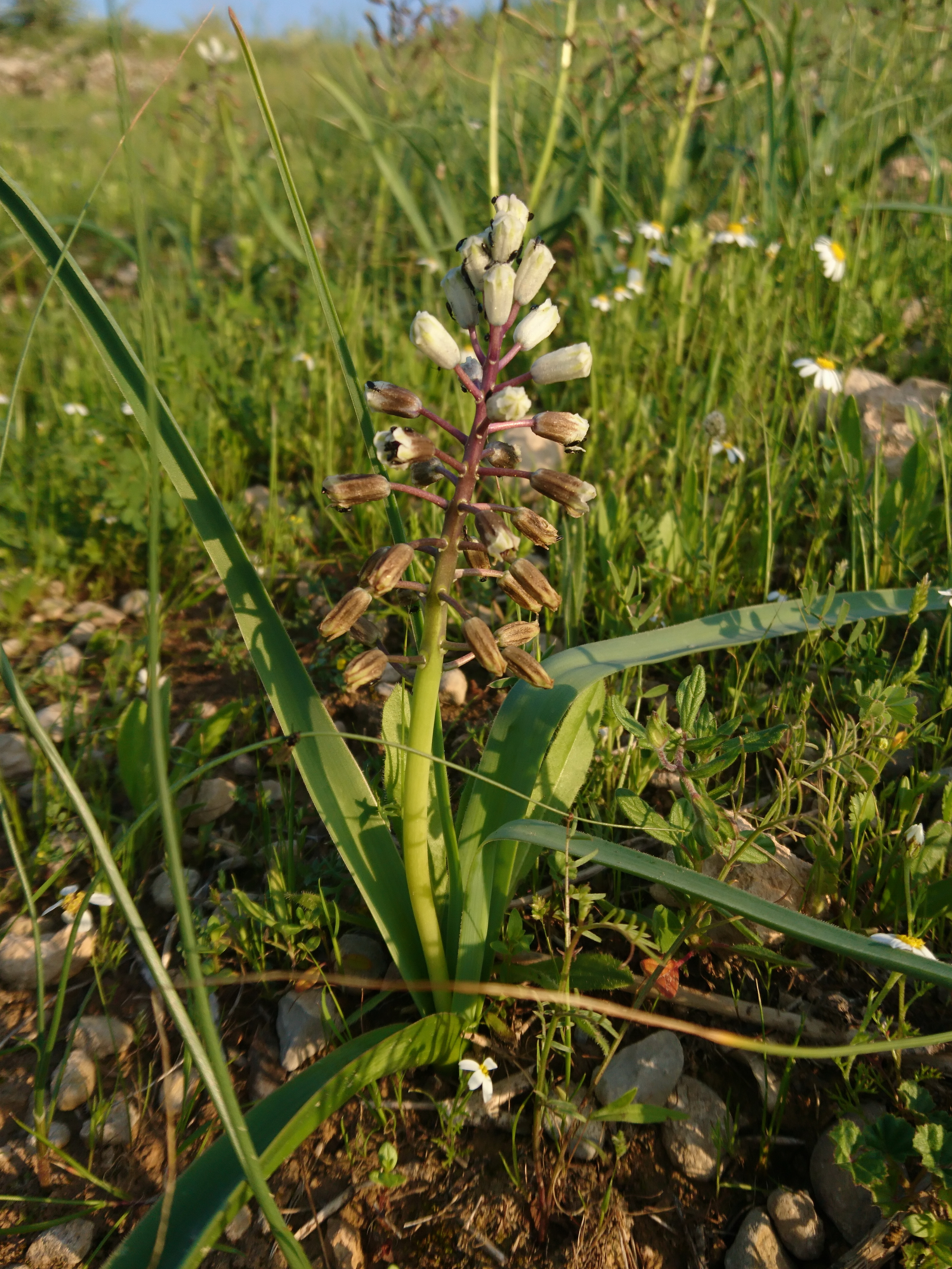
گونه‌ای تمشکین خودرو، بهبهان

سردهٔ تمشکین (نام علمی: Bellevalia) نام یک سرده از گیاهان گلدار است. گیاهان علفی پیازدار با پوشینه‌های پیاز نازک به رنگ قهوه‌ای تا نسبتاً سیاه با ۲ تا چندین برگ قاعده‌ای کشیده خطی تا بیضی گل‌ها در یک خوشه با برگه‌های بسیار کوچک گلپوش زنگوله‌ای (استکانی) با قطعات معمولاً پیوسته در یک سوم تا دو سوم طول خود و با لبه‌های اغلب متورم گل‌ها با لبهٔ سفید رنگ و لولهٔ بنفش مایل به سبز تا بنفش یا مایل به ارغوانی گل‌های بالای خوشه اغلب کوچکتر و عقیم و به رنگی مغایر با گل‌های پائین میوه کپسول با دیوارهٔ نازک سه وجهی و غالباً بالدار که شباهت زیادی با کپسول سنبلک دارد.

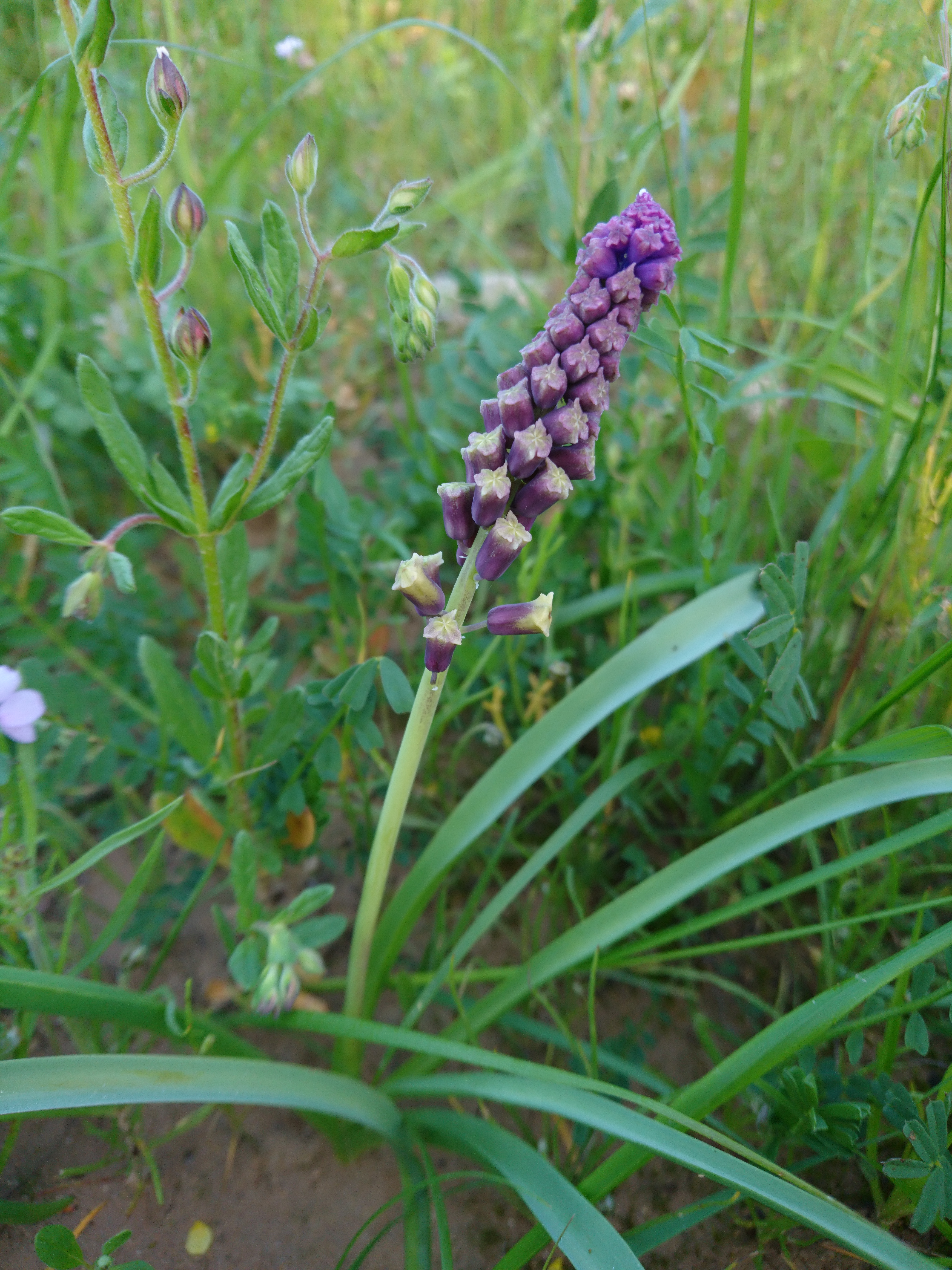
گونه‌ای تمشکین خودرو، بهبهان

این جنس در حدود ۵۰ گونه دارد که اکثراً در نواحی مدیترانه‌ای پراکنده‌اند و فقط چند گونهٔ آن به آسیای مرکزی رسیده و در ایران نیر حدود ۱۰ گونه از آن یافت می‌شود. برای نمونه می‌توان به خودرو بودن چند گونه این گیاه در شهرستان بهبهان اشاره نمود.
پاره‌ای از گونه‌های این جنس جزو علف‌های هرز مزارع به‌شمار رفته و هیچ‌یک از گونه‌ها دارای ارزش اقتصادی یا باغبانی نبوده ولی به دلیل تعداد کروموزمهای کم و بزرگ خود برای نشان دادن کروموزم‌ها و آموزش روش‌های سلول‌شناسی در آزمایشگاه‌ها مورد استفاده قرار می‌گیرند.